# Афанасьєвське міське поселення
Афана́сьєвське міське поселення (рос. Афанасьевское городское поселение) — адміністративна одиниця у складі Афанасьєвського району Кіровської області Росії. Адміністративний центр поселення та єдиний населений пункт — селище міського типу Афанасьєво.

## Історія
Станом на 2002 рік на території сучасного поселення існували такі адміністративні одиниці:
- смт Афанасьєво (смт Афанасьєво)

Поселення було утворене згідно із законом Кіровської області від 7 грудня 2004 року № 284-ЗО у рамках муніципальної реформи.

## Населення
Населення поселення становить 3454 особи (2017; 3413 у 2016, 3370 у 2015, 3360 у 2014, 3365 у 2013, 3379 у 2012, 3435 у 2010, 3474 у 2002).